# Медаль «В память 25-летия шефства Николая I в 6-м кирасирском полку прусской армии»
Медаль «В память 25-летия шефства Николая I в 6-м кирасирском полку прусской армии» — государственная награда, памятная медаль Российской империи, предназначавшаяся для прусских солдат и офицеров.

## Основные сведения
Медаль «В память 25-летия шефства Николая I в 6-м кирасирском полку прусской армии» учреждена в марте 1842 года указом Николая I в связи с юбилеем наставничества императора над этим прусским воинским формированием. В следующем году прусский король Фридрих Вильгельм IV в качестве ответа учредил аналогичную награду для российских солдат и офицеров Перновского 3-го гренадерского полка по случаю 25-летия своего шефства над этим полком.

## Порядок награждения
Медалями награждались солдаты и офицеры 6-го кирасирского полка прусской армии. Только шесть медалей были выданы для ношения, остальные не имели ушка.

## Описание медали
Медали сделаны из золота и серебра. Диаметр 33 мм. На лицевой стороне медали изображён вензель Николая I, увенчанный большой императорской короной. Под вензелем надпись по-немецки в две строки: «ZUM ANDENKEN», что значит «НА ПАМЯТЬ», а вдоль края по окружности — орнамент. На оборотной стороне медали вдоль края по окружности надпись «KOEN•PREUSS•6T•KURASSIER REGIMENT», что значит «6-му кирасирскому полку прусского короля». В центре даты в две строчки: «1817 1842». Даты разделены двумя чертами с точкой. Внешнюю надпись и даты также разделяет лавровый венок.
Медали чеканились на Санкт-Петербургском монетном дворе. Было отчеканено 6 золотых медалей с ушком, 24 золотых и 700 серебряных без ушка, не предназначенных для ношения.

## Порядок ношения
Только шесть медалей имели ушко для крепления к колодке или ленте и предназначались для ношения. Лента медали — Андреевская.